# 布里斯托鎮區 (阿肯色州蘭道夫縣)
布里斯托鎮區（英語：Bristow Township）是位於美國阿肯色州蘭道夫縣的一個行政鎮區。

## 地方資料
布里斯托鎮區的面積為34.09平方千米，當中陸地面積為33.34平方千米，而水域面積為0.75平方千米。根據2010年美國人口普查的數據，當地共有人口216人，而人口密度為每平方千米6.34人。